# Partida de la Vinadera
La Vinadera és una partida de terra del terme de Reus, tocant al terme de Vila-seca, cosa que fa que les terres pertanyin majoritàriament als veïns d'aquell poble.
És una partida relativament petita, situada entre el camí del maset de Montserrat o del Mas del Larrard, que la separa del terme veí, i el camí de Bellissens, a l'est-nord-est. Cap al nord té les terres del Mas del Larrard i en direcció contrària toca al Pontet, que és una partida del terme de Vila-seca, i a l'autopista. Al seu territori hi ha el Sanatori de Villablanca o Mas del Plana. S'hi conreen vinya i olivers.
Havia format part de l'antic Territori de Tarragona.